# 5182 Bray
Az 5182 Bray (ideiglenes jelöléssel 1989 NE) a Naprendszer kisbolygóövében található aszteroida. Eleanor F. Helin fedezte fel 1989. július 1-én.